# San Caralampio Monte Pálido
San Caralampio Monte Pálido är en ort i Mexiko.   Den ligger i kommunen La Trinitaria och delstaten Chiapas, i den sydöstra delen av landet, 800 km öster om huvudstaden Mexico City. San Caralampio Monte Pálido ligger 1 584 meter över havet och antalet invånare är 493.
Terrängen runt San Caralampio Monte Pálido är varierad. Runt San Caralampio Monte Pálido är det ganska glesbefolkat, med 42 invånare per kvadratkilometer. Närmaste större samhälle är Comitán, 14,1 km nordväst om San Caralampio Monte Pálido. I omgivningarna runt San Caralampio Monte Pálido växer huvudsakligen savannskog.